# Otierre
Pour les articles homonymes, voir OTR.
Otierre (aussi abrégé OTR) est un groupe italien de hip-hop, originaire de Varèse.

## Histoire
Otierre (Original Rhythm Transmission) se forme comme un crew avec l'intention d'englober toutes les disciplines du hip-hop dans la région de Varèse. C'est en fait un groupe très dense et hétérogène composé, entre autres, des MC Azza, Esa, Intru, Limite, Polare, Thor et des DJ, Irmu, Vigor, Vez ; le jeune frère d'Esa, Tormento, rejoint également le groupe, ainsi que La Pina, qui devient la partenaire d'Esa, tant sur le plan musical que dans la vie. La croissance du hip-hop dans le nord de l'Italie permet d'organiser les premières jams, avec des défis de freestyle et de breakdance. 
En 1992, la cassette audio L'anno della riscossa sort, suivie du single Ragga no droga. Le groupe acquiert alors une certaine notoriété, à tel point que le rappeur Frankie Hi-NRG MC leur consacre une chanson, intitulée Omaggio, Tributo, Riconoscimento, sur son album Verba manent. Pendant cette période, Otierre travaille sur l'album Quel sapore particolare, sur lequel La Pina collabore sur deux titres, qui sortira en 1994. Le morceau Quando meno te l'aspetti, centré sur une histoire d'amour entre deux élèves d'école, est largement diffusé à la radio, notamment grâce à Radio Deejay. Le succès du morceau lui vaudra d'être mentionnée par Articolo 31 dans leur deuxième album, mais surtout d'être présentée par Otierre à Un disco per l'estate et d'être régulièrement invitée puis présentatrice de Venerdireppa (plus tard One Two One Two), une émission nocturne sur Radio Deejay, la première consacrée au rap par une station de radio de différents pays.
Le 21 octobre 2014 marque le retour d'OTR sur la scène musicale avec un nouveau single (également accompagné d'une vidéo de rue) intitulé È presto, qui anticipe la sortie du prochain album du groupe, Musica d'azione, dont la sortie était initialement prévue pour janvier 2016. Le 19 février 2015, le clip du morceau Musica d'azione est publié, suivi des singles Vox populi (sorti le 18 août 2015 et accompagné du clip respectif), et Potàla (sorti le 1er septembre de la même année et accompagné de son clip). Le 11 juin 2018, le titre The Real OTR, rap produit par DJ Shocca sort.
Le 15 avril 2022, pour les 30 ans du groupe, ils sortent l'album Splendente avec des invités tels que DJ Bront, Ice One, DJ Shocca et Tormento,,.

## Discographie

### Albums studio
- 1994 : Quel sapore particolare
- 1997 : Dalla sede
- 2012 : Sintonizzati (sous Otierre / Gente Guasta)
- 2022 : Splendente

### Compilations
- 1992 : Fondamentale vol. 1 (LP)
- 1994 : Nati per rappare
- 1994 : Venerdì rappa - La compilation rap di Radio Deejay (Flying Records)

### Bandes-son
- 1997 : Torino Boys (avec le remix de Ce n'è réalisé par Alien Army)

### Démo
- 1992 : L'anno della riscossa

### Singles
- 1992 : Ragga no droga
- 1994 : Quando meno te l'aspetti
- 1994 : Heey!/Dei colori (12", CVX 013)
- 1997 : Ce n'è
- 1997 : Rispettane l'aroma
- 2012 : Sintonizzati (sous Otierre / Gente Guasta)
- 2014 : È presto
- 2015 : Vox populi
- 2018 : il vero rap (prod. de DJ Shocca)